# Makarios III.
Arhiepiskop Makarios III. (rođen kao Mihalis Christodoulou Mouskos) (13. kolovoza 1913. – 3. kolovoza 1977.), arhiepiskop i primas autokefalne Ciparske pravoslavne Crkve (1950. – 1977.) i prvi predsjednik neovisne Republike Cipar.

## Životopis
Rodio se u selu Panaija, okrug Pafos, na Cipru. Godine 1926., u 13. godini odlazi kao novak u manastir Kiko, nakon čega u 20. godini, pohađa u Panciparsku gimnaziju u Nikoziji gdje maturira u 23. godini. Nastavlja obrazovanje studirajući teologiju i pravo na Sveučilištu u Ateni, gdje diplomira u 29. godini 1942. godine. Na raznim stipendijama, nastavlja usavršavanje u inozemstvu. Godine 1948. izabran je za episkopa Kitiona. Uzevši već monaško ime Makarios, vraća se na Cipar. 18. rujna 1950. godine postaje arhiepiskop, ali ne samo to nego je i etnarh, de facto nacionalni vođa svih ciparskih Grka. Jedno vrijeme bio je snažan zagovornik Enosisa, političke ideologije koja je imala za cilj ujedinjenje Cipra s Grčkom, no kasnije je javno poricao bilo kakvo sudjelovanje u nasilnim pokušajima ostvarivanja tog cilja.

### Političko djelovanje
Imao je značajnu ulogu u Pokretu nesvrstanih. Ipak, britanske kolonijalne vlasti nisu ga previše simpatizirale, a tisak u Velikoj Britaniji opisivao ga je kao pokvarenog grčkog svećenika. Ipak, kasnije su smekšali svoja stajališta prozvavši ga „The Black Mak“, zbog boje njegova episkopskog odijela. Kad su mu se tri episkopa Ciparske Crkve usprotivila, razriješio ih je i povećao broj episkopija na pet, smanjivši tako ovlasti svakog pojedinog episkopa. Nakon što je izabran za predsjednika Cipra, provodio je politiku pomirenja Grka i Turaka, ali bez prevelikog uspjeha. Imao je napete odnose s grčkom vojnom huntom (1967. – 1974.), koja je poznata kao „Režim pukovnika“. Jedan od ciljeva te hunte bilo je njegovo svrgavanje, u čemu su i uspjeli, ali se on ipak vratio. Kad je tijekom 1950-ih godina bio prognan, i vratio se, dočekale su ga dvije trećine odraslog stanovništva ciparskih Grka. Nakon invazije Turske na Cipar 1974. godine, pokušao je smiriti strasti, ali ni u tome nije uspio. Ipak, narod ga slavi kao jednog od svojih najvećih junaka. Umro je nenadano, od srčanog udara, a po svojoj je želji pokopan na planini Throni.